# Funkcje lemniskaty
Funkcje lemniskaty – szczególny przykład funkcji eliptycznych, powstających przez odwrócenie całki eliptycznej
{\displaystyle z=\int \limits _{0}^{u}{\frac {dt}{\sqrt {1-t^{4}}}}.}
Całki te pojawiły się po raz pierwszy przy obliczeniu długości łuku lemniskaty Bernoulliego w pracach G. Fagnano z 1715 roku. Funkcje lemniskaty wprowadził Carl Friedrich Gauss w 1797 roku.
Są dwie funkcje lemniskaty:
{\displaystyle u=\operatorname {coslemn} z=\operatorname {cl} z,}
{\displaystyle u=\operatorname {sinlemn} z=\operatorname {sl} z=\operatorname {cl} \left({{\frac {\omega }{2}}-z}\right),}
gdzie:
{\displaystyle {\frac {\omega }{2}}=\int \limits _{0}^{1}{\frac {dt}{\sqrt {1-t^{4}}}}={\frac {\sqrt {2}}{8{\sqrt {\pi }}}}\left[\Gamma \left({\frac {1}{4}}\right)\right]^{2}}.